# Acari (mijt)
Acari is een onderklasse van spinachtigen waartoe voornamelijk mijten en teken gerekend worden. Zoals wel vaker in de taxonomie is over juiste fylogenie (en daarmee de plaats in de taxonomische hiërarchie) nog geen overeenstemming.
De wetenschappelijke discipline die zich bezig houdt met deze diergroep wordt acarologie genoemd.

## Taxonomie
- Superorde Acariformes (mijten)
  - Onderorde Acaridida
  - Orde Sarcoptiformes
    - Onderorde Endeostigmata
    - Onderorde Oribatida (Mosmijten) met in Nederland 169 inheemse soorten

  - Orde Trombidiformes
    - Onderorde Prostigmata
    - Onderorde Sphaerolichida
- Superorde Parasitiformes
  - Orde Holothyrida
  - Orde Ixodida (Teken) met in Nederland 15 soorten, waarvan 14 inheems
  - Orde Mesostigmata (Roofmijten) met in Nederland 55 inheemse soorten
  - Orde Opilioacarida